# Pseudobunaea megana
Pseudobunaea megana is een vlinder uit de familie van nachtpauwogen (Saturniidae). De wetenschappelijke naam van deze soort is voor het eerst geldig gepubliceerd in 2012 door Philippe Darge.
De soort komt voor in het Afrotropisch gebied.

## Type
- holotype: "male, IV.2009, leg. C. Do Gennaro, genitalia slide Darge SAT no. 845"
- instituut: Collectie Philippe Darge, Clénay, Frankrijk
- typelocatie: "Ethiopia, Sidamo Province, Mega, 1200 m"